# Scott Eatherton
Scott Eatherton (Hershey, 26 dicembre 1991) è un cestista statunitense.

## Carriera
Ha iniziato la sua carriera da professionista in Italia con la maglia della Fortitudo Agrigento. Nella sua stagione da rookie fa registrare 12,6 punti e 7,6 rimbalzi di media, configurandosi come un giocatore solido sotto canestro.
Nell'estate 2016 si trasferisce in Bundesliga firmando con il Goettingen.